# Untergrund (Album)
Untergrund ist ein Album der deutschen Rapper Frauenarzt und Blokkmonsta, die darauf unter dem Duo-Namen Blokk & Arzt auftreten. Das Album erschien am 11. Dezember 2009 als Joint Venture über die Labels Bassboxxx und Hirntot Records sowie in Zusammenarbeit mit Distributionz. Der Vertrieb wird von Soulfood Music Distribution GmbH übernommen.

## Hintergrund
Frauenarzt veröffentlichte 2008 gemeinsam mit Manny Marc den Sampler Atzen Musik Vol. 1, welcher als erstes Album des Rappers in die Charts einsteigen konnte. Die auf dem Sampler zu findende Single Das geht ab! entwickelte sich ab Juni 2009 zum kommerziellen Erfolg, im Zuge dessen Frauenarzt und Manny Marc die Möglichkeit erhielten das Lied im Olympiastadion Berlin zu präsentieren. Im Gegensatz zu älteren Alben, von denen einige mittlerweile indiziert worden sind, verzichtet Frauenarzt in den Liedern von „Atzen Musik“ auf pornografische und aggressive Texte, was unter einigen älteren Fans des Hip-Hop-Musikers kritisch gesehen wird. Ende Oktober 2009 wurde das Album Untergrund als Zusammenarbeit mit Blokkmonsta, welcher in der Vergangenheit ebenfalls für seine als „Psychokore“ bezeichnete Musik Kritik erhalten hatte, mit einem Teaser für den 11. Dezember angekündigt. Die anschließende Veröffentlichung wurde unter Kritikern teilweise als Rückkehr Frauenarzts zu seinen Wurzeln und als Wiedergutmachung für seine Untergrund-Fans gesehen. Frauenarzt selbst gibt an, das Album mit Blokkmonsta aus einer Laune heraus aufgenommen zu haben.

## Titelliste
1. Versuchs doch – 2:07
2. Das ist Untergrund – 3:00
3. Schwarzmarkt – 4:19
4. Niemand kann es besser – 3:48
5. Tot oder lebendig – 3:15
6. Illegale Geschäfte – 1:11
7. Wenn du mit uns fickst – 3:43
8. Sex & Gewalt – 3:08
9. Liebe – 3:31
10. Terroranschlag – 2:58
11. Wer ist Feind – 3:24
12. Untergrund – 2:51
13. Genau wie Du – 2:52
14. Hirntot Atzen – 4:57
15. Es ist nicht alles Gold was glänzt – 3:40
16. Jeder weiß – 1:56
17. Feiges Pack – 3:31
18. Verkauf deine Seele – 3:37

## Texte
Die Rapper gehen in den Texten auf verschiedene Themen ein. Frauenarzt thematisiert seinen Erfolg und rechtfertigt sich für seine technolastige Musik. Im Text zu Liebe sprechen die Rapper über ihre „wahre Liebe“. Diese ist im Text von Frauenarzt die Zuneigung zu Prostituierten und im Falle von Blokkmonstas lyrischem Ich die Liebe zu Waffen. Des Weiteren wenden sich die beiden Musiker gegen Zensur und Ermittlungen, die gegen sie betrieben werden. Auch die Indizierungen ihrer Alben durch die BpjM wird stark kritisiert. Titel wie Schwarzmarkt und Illegale Geschäfte handeln von unrechtmäßigen Geschäften. In Feiges Pack wenden sich die beiden Rapper gegen Menschen, die bei Streitigkeiten zu Waffen greifen und sich ausschließlich in Gruppen stark fühlen.

## Kritik
Das Hip-Hop-Magazin Juice zeigte sich überrascht, dass Frauenarzt „inmitten seines enormen Mainstream-Erfolgs“ ein Album mit dem umstrittenen Untergrund-Rapper Blokkmonsta veröffentlicht. Auf Untergrund zeige Arzt sich angriffslustig und entfesselt. Blokkmonsta überzeuge durch seine kräftige Stimme vor allem in den Hooklines, wobei Arzts Strophen interessanter ausfallen. Thematisch wird das Album als „abwechslungsreicher als vermutet“ beschrieben, während die Produktionen der Stücke nicht positiv aufgenommen werden. Zusammenfassend äußerte die Juice-Redaktion: „Das Zusammentreffen der BpjM-Lieblinge [ist] nicht der ganz große Wurf geworden, Untergrundfans der ersten Stunde werden aber mit grundsolidem Material versorgt und es ist erfreulich, Frauenarzt wieder in seinem alten Element zu erleben.“
Nach Ansicht von Hip-Hop-Jam.net sehne sich Frauenarzt nach seinen Erfolgen in den Charts nach dem „Untergrund“ zurück. Das Album wird als Überraschung angesehen und als Versuch des Rappers gewertet, zu seinen Wurzeln zurückzufinden. Thematisch werden die Themen „Sex & Gewalt“ abgedeckt, wobei sich Blokkmonsta und Frauenarzt zurückhalten, um einer Indizierung zu entgehen. Insgesamt sei Untergrund ein „solides Album, das sich zu den besseren Berliner „Bassboxxx“-Veröffentlichungen zählen darf“. Als „Anspieltipps“ werden die Lieder Das ist Untergrund, Schwarzmarkt, Es ist nicht alles Gold was glänzt und Verkauf deine Seele empfohlen.

## Selbstwahrnehmung
Aus Sicht Frauenarzts stellt Untergrund keine Rückkehr zu seinem ursprünglichen Stil dar, sondern sei als „Kontrastprogramm“ zu seinen kommerziell erfolgreichen Party-Songs zu sehen. Beide Stilrichtungen seien bedeutend für ihn, was er in der Vergangenheit unter Beweis gestellt habe: „Ich habe früher ja auch gleichzeitig das eher düstere ‚Untergrund Soldaten‘ mit Aci Krank in Bielefeld gemacht und ‚Porno Party‘ mit Mr. Long, das zwar pornografisch, aber auch ziemlich happy und partymäßig war. Dasselbe mit dem fröhlich-lustigen ‚Tanga Tanga‘ und dem düsteren ‚Untergrund Soldaten‘, die auch zur gleichen Zeit erschienen sind. Seitdem ich angefangen habe, gab es immer diese zwei Seiten von mir.“